# Дмовский, Роман
Ро́ман Стани́слав Дмо́вский (пол. Roman Stanisław Dmowski, в русских документах Рома́н Вале́нтьевич Дмо́вский или Рома́н Валенти́нович Дмо́вский; 9 августа 1864[…], Камёнек, Царство Польское, Российская империя — 2 января 1939[…], Дроздово, Белостокское воеводство, Польша) — польский политический деятель и публицист. С 1916 года — почётный доктор Кембриджского университета.

## Биография и деятельность
Родился в многодетной семье мелкого предпринимателя из Варшавы, имевшей шляхетское происхождение и герб Побог.
В 1891 году окончил естественнонаучный факультет Варшавского университета.
В студенческие годы участвовал в деятельности подпольной студенческой организации «Союз польской молодёжи „Зет“» (Związek Młodzieży Polskiej «Zet»). В декабре 1889 году примкнул к правой организации «Лига Польская». Был организатором студенческой уличной манифестации в сотую годовщину Конституции 3 мая (1891). Был арестован и полгода содержался в варшавской Цитадели, затем выслан в Митаву (ныне Елгава).
В 1893 году вместе с другими деятелями националистического движения Яном Поплавским и Зигмунтом Балицким реорганизовывает «Лигу Польскую» в нелегальную организацию — «Национальную Лигу», действовавшую во всех частях Польши, разделённой между Россией, Австрией и Германией.
В 1895 году из Митавы тайно перебрался во Львов.
В 1897 году на базе «Национальной Лиги» создана Национально-демократическая партия. С этого момента и до своей смерти Дмовский являлся главным идеологом и одним из бессменных лидеров эндеции.
Первоначально Дмовский выдвигал программу консолидации национальных сил, оппозиции русификаторской политике Российской Империи. В 1904 году принял участие в Парижской конференции революционных и оппозиционных партий России. По мере развития польского революционного рабочего движения он решительно отбросил идеи утопизма и социализма. В 1905 году обосновался в Варшаве. В 1905—1907 годах призывал к подавлению революции и предлагал сотрудничество с властями. Был членом II и III созывов Государственной Думы (1907—1909), председателем Польского коло. 23 января 1909 года отказался от звания члена Государственной Думы. Во время Первой мировой войны выступал на стороне Антанты, возглавлял Польский национальный комитет, созданный 25 ноября 1914 года в Петербурге, затем одноимённый комитет (создан в 1917 году) в Париже.
В 1919 году — делегат Польши на Парижской мирной конференции. Последовательно выступал за создание польского национального государства, однако был политическим противником Юзефа Пилсудского — стоял на консервативных позициях, во внешней политике ориентировался на лояльные отношения с СССР и конфронтационные с Германией.
27 октября — 14 декабря 1923 года — министр иностранных дел Польши.
Основатель националистической политической группировки «Лагерь великой Польши» (Obóz Wielkiej Polski, 1926—1933). Оказал большое влияние на всплеск расового антисемитизма в Польше в 1920—1930-е годы.

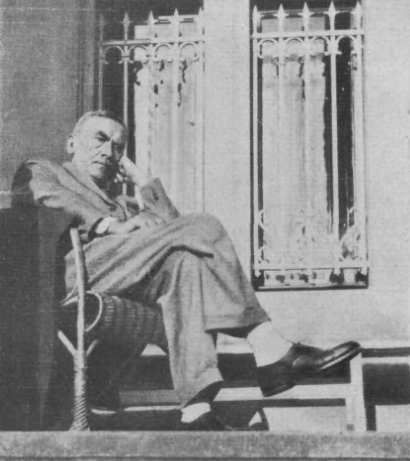
Дмовский в 1936 году

Похоронен на Брудновском кладбище в Варшаве.

## Сочинения
- Myśli nowoczesnego Polaka (1903)

### В русском переводе
- Германия, Россия и польский вопрос — СПб., 1909. — XXII, [2], 292 с.